# Franceville
Franceville (o Masuku) es la capital de la provincia de Alto Ogooué (en francés Haut-Ogooué), siendo una de las cuatro mayores ciudades de Gabón, con una población de 56 000 habitantes (2010). 
Se encuentra a orillas de los ríos Ogooué y Mpassa en el término de la línea de ferrocarril Trans-Gabón y la carretera nacional número 3. 

## Historia
Creció a partir de un poblado llamado Masuku, cuando Savorgnan de Brazza la eligió para asentar a antiguos esclavos y le cambió el nombre en 1880.

## Geografía
- Altitud: 332 metros.
- Latitud: 01º 37' 59" S
- Longitud: 013º 34' 59" E

En la ciudad destacan la Iglesia de San Hilario (construida en 1899) y una gran estatua de Omar Bongo. 
La ciudad dispone de campo de golf y su aeropuerto se encuentra 20 km al oeste, en Muengué.

## Educación e investigación
La ciudad es sede del Centro Internacional para la Investigación Médica de Franceville, centro de referencia regional en enfermedades infecciosas.
También se encuentra la Universidad de Ciencias y Técnicas de Masuku (UCTM).

## Salud
En este sector se encuentra el Centro Hospitalario Regional Amissa Bongo inaugurado en el 2003, centro de referencia regional generando cobertura a 105 000 personas y el Hospital Chino (en francés "Hôpital Chinois") producto de la cooperación chino-gabonesa.

## Deportes
Destaca el Estadio de Franceville inaugurado en 2011 para la Copa Africana de Naciones del 2012, tiene una capacidad para 22.000 personas.
- Datos: Q459369
- Multimedia: Franceville / Q459369